# Nicolae Pătrașcu
Nicolae Pătrașcu (n. 9 iulie 1584 – d. 7 septembrie 1627, Arhiducatul Austriei, Sfântul Imperiu Roman) a fost domn al Țării Românești (cca. 14/24 noiembrie 1599 – 2/12 septembrie 1600). 

## Biografie
Nicolae Pătrașcu era fiul lui Mihai Viteazul și al doamnei Stanca. A fost trimis, la cererea Sfatului Domnesc, de tatăl său, la conducerea Țării Românești, după cucerirea Transilvaniei, fiind lăsat în grija fraților Buzești și sub supravegherea mitropolitului Eftimie, dându-i-se și patru sfetnici maghiari care să-l ajute și să-l apere. Puterea sa era deplină în statul muntean, urmând ca, după moartea tatălui său, să moștenească și celelalte două tronuri, al Transilvaniei și al Moldovei, toate acțiunile întreprinse de Mihai convergând în acest sens. Noul domn a primit învestitura de la sultan, la sfârșitul lui noiembrie 1599, în același timp cu a tatălui său pentru Transilvania. Delegația oficială otomană, trimisă în februarie - martie 1600, a fost primită cu mult fast de către cei doi domni la Brașov. 
Nicolae Pătrașcu a participat la cucerirea Moldovei de către Mihai, conducând, personal, o armată alcătuită din 10-16 000 de oșteni. La începutul lui septembrie 1600 trece cu oastea în Transilvania pentru a-și sprijini tatăl, aflat în conflict cu nobilimea răsculată aliată cu generalul imperial Basta. După înfrângerea de la Mirăslău, din 8/18 septembrie 1600, Mihai a pierdut toate stăpânirile, inclusiv Țara Românească. În timp ce tatăl său lupta cu oastea polonă care-l aducea pe pretendentul Simion Movilă, Nicolae Pătrașcu este trimis ca ostatic în tabăra imperială. A rămas ostatic în Transilvania, împreună cu mama și sora sa până în toamna lui 1602, după care a purces spre Viena, unde a ajuns în decembrie 1602. Din 1603 a plecat la Praga, punându-se în slujba împăratului, unde va sta până în 1608, când a încercat să redobândească tronul Țării Românești. A fost arestat, din ordinul principelui Gabriel Báthory, aliat al împăratului Rudolf II și al lui Radu Șerban, și trimis în Țara Românească, unde, la 2/12 ianuarie 1609, domnul muntean îl crestează la nas pentru a nu mai putea pretinde domnia. Este eliberat după ce a renunțat la orice pretenție de domnie și la titlul de fost voievod. În scurt timp s-a împăcat cu Radu Șerban căruia i-a rămas credincios și pe care l-a însoțit în exil. Moare la Viena, sărac și bolnav de podagră, în a doua parte a anului 1627. A fost înmormântat de doamna Anca, soția sa, în Biserica sârbească ortodoxă din Györ, iar în februarie 1641, rămășițele sale au fost strămutate la mănăstirea Comana.